# Еторфін
Еторфін (англ. Etorphine), також відомий під назвою M99 — напівсинтетичний опіоїдний анальгетик з анальгетичною силою в 1000—3000 разів більшою, ніж у морфіну. Еторфін вперше було синтезований у 1960 році з орипавіну, який зазвичай не міститься в екстракті опійного маку, а переважно в споріднених рослинах Papaver orientale і Papaver bracteatum. Повторно еторфін був синтезований у 1963 році дослідницькою групою компанії «MacFarlan Smith» в Единбурзі під керівництвом Кеннета Бентлі. Еторфін також можна синтезувати з тебаїну.

## Застосування у ветеринарії
Еторфін легально доступний лише для використання у ветеринарії, і його використання суворо регулюється законом. Еторфін часто використовують для знерухомлення слонів та інших великих ссавців. Для усунення ефектів еторфіну застосовується антагоніст опіатні рецепторів дипренорфін, який можна вводити пропорційно використаній кількості еторфіну (у 1,3 рази більшій дозі). Ветеринарний еторфін є смертельним для людини. З цієї причини упаковка, яка постачається ветеринарам, завжди містить антидот для людини разом із еторфіном. Протиотрутою для людини зазвичай є налоксон, а не дипренорфін, і він завжди готується перед приготуванням до застосування еторфіну для негайного введення після випадкового контакту людини з еторфіном. Середня смертельна доза еторфіну для людини становить 3 мкг, що призвело до вимоги, щоб упаковка препарату також містила дозу антидоту, дипренорфіну або налоксону.
Однією з головних переваг еторфіну є швидкість дії, і, що більш важливо, швидкість, з якою дипренорфін усуває ефекти еторфіну. Висока частота побічних ефектів, у тому числі важкого пригнічення серцевої діяльності і дихання, призвела до того, що еторфін почав значно рідше використовуватися в загальній ветеринарній практиці. Однак його висока ефективність у поєднанні зі швидкою дією як препарату, так і його антагоніста дипренорфіну дала можливість використовувати препарат під час вилову великих ссавців, таких як носороги та слони, де дуже важливо як швидкий початок дії, так і швидке його закінчення. Висока ефективність еторфіну означає, що достатню кількість еторфіну можна вводити великим диким ссавцям за допомогою метального шприца (дротика). Препарат «Іммобілон» для великих тварин — це комбінація еторфіну та ацепромазину малеату. Антидот еторфіну «Large Animal Revivon» містить переважно дипренорфін для тварин, і специфічний для людини антидот на основі налоксону, який слід приготувати перед застосуванням еторфіну. Дози у 5–15 мг достатньо, щоб знерухомити африканського слона, а дози 2–4 мг достатньо, щоб знерухомити чорного носорога.

## Фармакологія
Еторфін є сильним неселективним повним агоністом μ-, δ- та κ-опіатних рецепторів. Він має слабку спорідненість з рецептором ноцицептину. Середня смертельна доза еторфіну для людини становить 3 мкг.

## Правовий статус
У Гонконзі еторфін регулюється додатком 1 постанови Гонконгу про небезпечні наркотики, розділ 134. Його можуть легально використовувати лише медичні працівники та науковці для університетських наукових досліджень. Речовина може відпускатися фармацевтами за рецептом. Будь-хто, хто видає еторфін без рецепта, може бути оштрафований на 10 тисяч гонконзьких доларів. Покаранням за торгівлю або виготовлення речовини є штраф у розмірі 5 мільйонів гонконзьких доларів і довічне ув'язнення. Зберігання речовини для споживання без дозволу від департаменту охорони здоров'я є незаконним, і передбачає штраф у розмірі 1 мільйона гонконзьких доларі та/або 7 років тюремного ув'язнення.
У Нідерландах еторфін є наркотиком зі списку I Закону про опіум. Він використовується лише у ветеринарній практиці в зоопарках для знерухомлення великих тварин.
У США еторфін внесено до списку I препаратів з ACSCN 9056, хоча його гідрохлорид класифікується як препарат списку II з ACSCN 9059.
У Великій Британії відповідно до Закону про зловживання наркотиками 1971 року еторфін контролюється як речовина класу А.
В Італії станом на 2022 ріе еторфін є забороненою речовиною, як і його вихідні сполуки дигідроеторфін і ацеторфін.